# John Malecela
John Samuel Malecela (ur. 19 kwietnia 1934 w Dodomie) – tanzański polityk i dylomata, premier Tanzanii w latach 1990–1994.
Ukończył studia z zakresu handlu w Mumbaju. Od lat 60. pełnił funkcje dyplomatyczne i ministerialne, m.in. przedstawiciela Tanzanii przy ONZ i Wielkiej Brytanii oraz ministra spraw zagranicznych. W latach 1990–1994 był premierem i wiceprezydentem. Od 1995 do 2007 pełnił funkcję wiceprzewodniczącego Partii Rewolucji, od 1990 do 2010 zasiadał także w parlamencie.